# 矮大叶火烧兰
矮大叶火烧兰（学名：Epipactis mairei var. humilior）为兰科火烧兰属下的一个变种。

## 扩展阅读
- 維基物種上的相關：矮大叶火烧兰